# FGFR1OP2
FGFR1OP2 (англ. FGFR1 oncogene partner 2) – білок, який кодується однойменним геном, розташованим у людей на 12-й хромосомі. Довжина поліпептидного ланцюга білка становить 253 амінокислот, а молекулярна маса — 29 426.
| 10         |  | 20         |  | 30         |  | 40         |  | 50         |
| ---------- |  | ---------- |  | ---------- |  | ---------- |  | ---------- |
| MSCTIEKALA |  | DAKALVERLR |  | DHDDAAESLI |  | EQTTALNKRV |  | EAMKQYQEEI |
| QELNEVARHR |  | PRSTLVMGIQ |  | QENRQIRELQ |  | QENKELRTSL |  | EEHQSALELI |
| MSKYREQMFR |  | LLMASKKDDP |  | GIIMKLKEQH |  | SKIDMVHRNK |  | SEGFFLDASR |
| HILEAPQHGL |  | ERRHLEANQN |  | ELQAHVDQIT |  | EMAAVMRKAI |  | EIDEQQGCKE |
| QERIFQLEQE |  | NKGLREILQI |  | TRESFLNLRK |  | DDASESTSLS |  | ALVTNSDLSL |
| RKS        |  |            |  |            |  |            |  |            |

A: Аланін

C: Цистеїн

D: Аспарагінова кислота

E: Глутамінова кислота

F: Фенілаланін

G: Гліцин

H: Гістидин

I: Ізолейцин

K: Лізин

L: Лейцин

M: Метіонін

N: Аспарагін

P: Пролін

Q: Глутамін

R: Аргінін

S: Серин

T: Треонін

V: Валін

Кодований геном білок за функцією належить до фосфопротеїнів. 
Задіяний у такому біологічному процесі, як альтернативний сплайсинг. 
Локалізований у цитоплазмі.